# Пейзермаде
Пейзермаде (нід. Peizermade) — селище в нідерландській провінції Дренте. Входить до муніципалітету Норденвелд.
Його площа становить 0,53 км², а населення станом на 2021 рік складало 120 осіб.
Перша згадка про населений пункт датується 1899 роком.

## Галерея

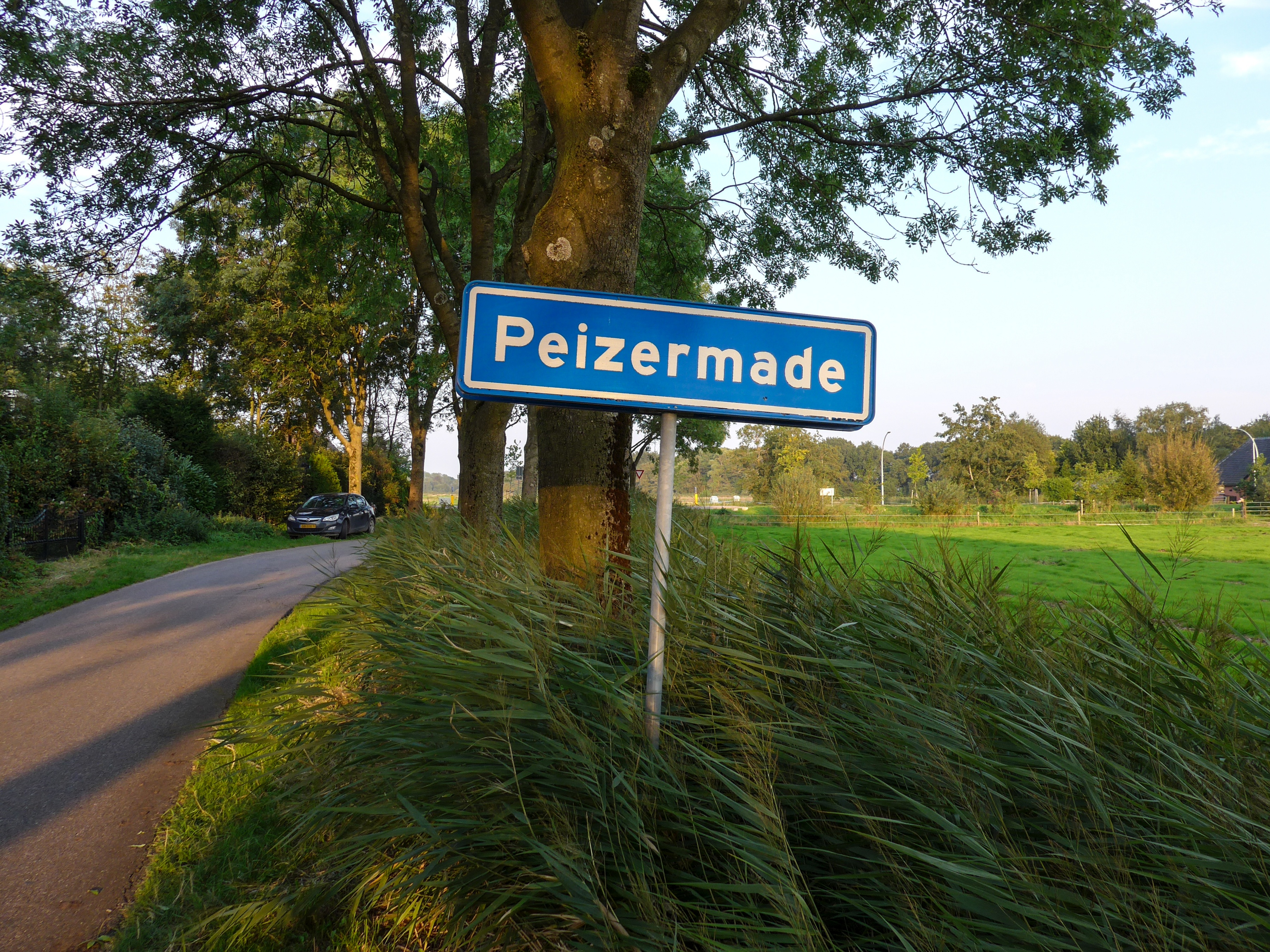
В'їзд до села
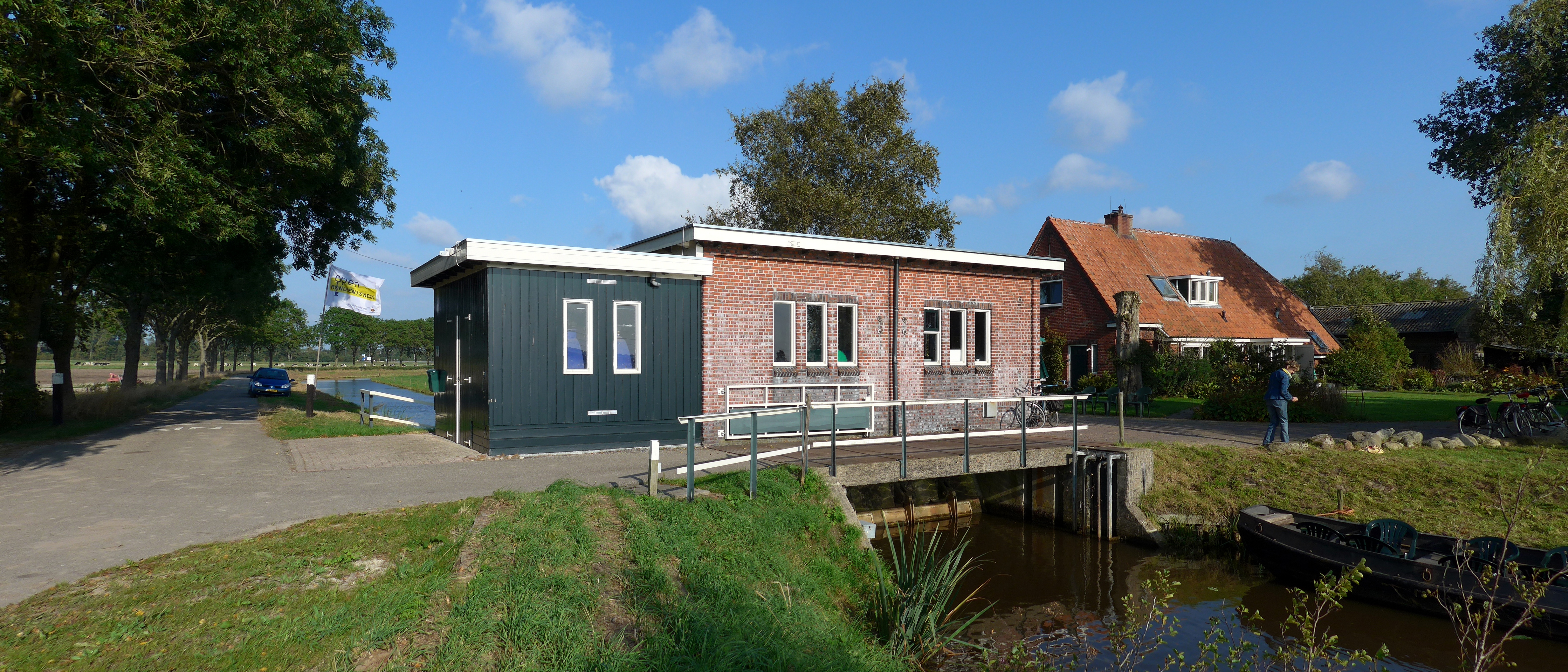
Насосна станція